# 共通の選択
共通の選択（きょうつうのせんたく、スロバキア語: Spoločná voľba、英語: Common Choice）は、スロバキアの政党連合。ポスト共産主義政党である民主左翼党、社会民主党、農民運動、緑の党の4政党によって構成された。1994年から1997年まで存在した。
社会民主党は1992年の国民評議会選挙で議席を獲得できなかったため、共通の選択に加わった。共通の選択は1994年の国民議会選挙にて得票率10.18パーセントで18議席を獲得した。これは当初の想定を下回るものであり、政権入りには至らなかった。
1997年、民主左翼党はヴラジミール・メチアル政権を支持することを表明した。その一方で社会民主党は他の野党との協力を選択し、後にスロバキア民主連合に参加した。これによって共通の選択は解散し、様々な会派に分裂した。